# Cornberger Sandstein

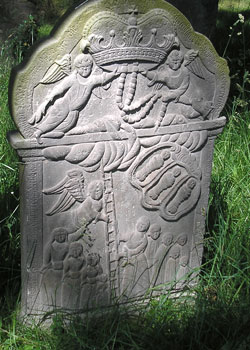
Grabstein aus Cornberger Sandstein für eine Pfarrersfrau auf dem Friedhof von Schenklengsfeld

Der Cornberger Sandstein ist ein gelblich bis grau gefärbter, harter Sandstein. Er ist namensgebend für die Cornberg-Formation, eine geologische Formation des obersten Rotliegend (regional teilweise in den obersten Abschnitten „Weißliegend“ genannt), unmittelbar an der Basis des Zechstein in der geologischen Zeitepoche des Perm, mit einem Alter von etwa 252 Millionen Jahren, also nach internationaler Nomenklatur aus dem Changhsingium oder Wuchiapingium. Er ist weit über die Region hinaus bekannt geworden als sogenannter Fährtensandstein, in dem die Trittsiegel vieler Arten urtümlicher Tetrapoden gefunden wurden. Der Sandstein wurde bei Cornberg in der Nähe von Sontra, Landkreis Hersfeld-Rotenburg, in Hessen in einem Steinbruch abgebaut. Dieser ist seit 1995 nicht mehr in Betrieb.

## Geologie
Der Cornberger Sandstein wurde abgelagert im Nentershäuser Becken, einem der sogenannten innervarszischen Rotliegendbecken Deutschlands. Nach der Erosion und Einebnung des im Karbon aufgefalteten variszischen Gebirges war die Landschaft in eine Abfolge grob südwestlich-nordöstlich orientierter Senken und Schwellen gegliedert, wobei die Sedimente der Schwellen in die Senken sedimentierten. Die Senken gingen im Nordosten in ein großes Becken über, das meist Randmeercharakter hatte (hier haben sich bei periodischem Rückzug des Meeres mächtige Steinsalzlager gebildet). Die Sedimente der Becken bestanden im Rotliegend aus im Süßwasser entstandenen, fluviatilen Sedimenten, bevor im darauffolgenden Zechstein die Landschaft von Norden her vom Flachmeer überflutet wurde. Dieser Übergang ist auch im Steinbruch Cornberg aufgeschlossen, wo über dem Cornberger Sandstein der marin abgelagerte Kupferschiefer folgt, auf den Kalkstein auflagert. Da sich die Becken weiter absenkten, bildeten sich mächtige Sedimentabfolgen, hier nach einer Bohrung im nahe gelegenen Nentershausen zusammen 800 Meter mächtig. Im Liegenden des Sandsteins steht das rotbraun gefärbte sogenannte Schlackental-Konglomerat an, beide zusammen werden regional als Cornberg-Formation zusammengefasst. Der Sandstein ist im Steinbruch etwa 13 bis 15 Meter mächtig. Vor allem aufgrund von ausgeprägter Kreuzschichtung wird angenommen, dass der den Cornberger Sandstein bildende Sand als Dünengebiet abgelagert wurde, also als ein äolisches Sediment. Dünne Tonsteinlagen mit Pflanzenresten am Fuß der Dünen deuten auf flaches Süßwasser hin. Die obersten etwa zwei Meter des wohl schon verfestigten Sands wurden vermutlich bei der Transgression des Zechsteinmeers aufgearbeitet. Später wurde ein kleines Gebiet um Cornberg, Sontra und Rockensüß in Form einer horstartigen Gebirgsscholle am Rand des Richelsdorfer Gebirges gegenüber der umliegenden Region angehoben und so der Sandstein nur hier zur Oberfläche gehoben.

## Eigenschaften und Verwendung

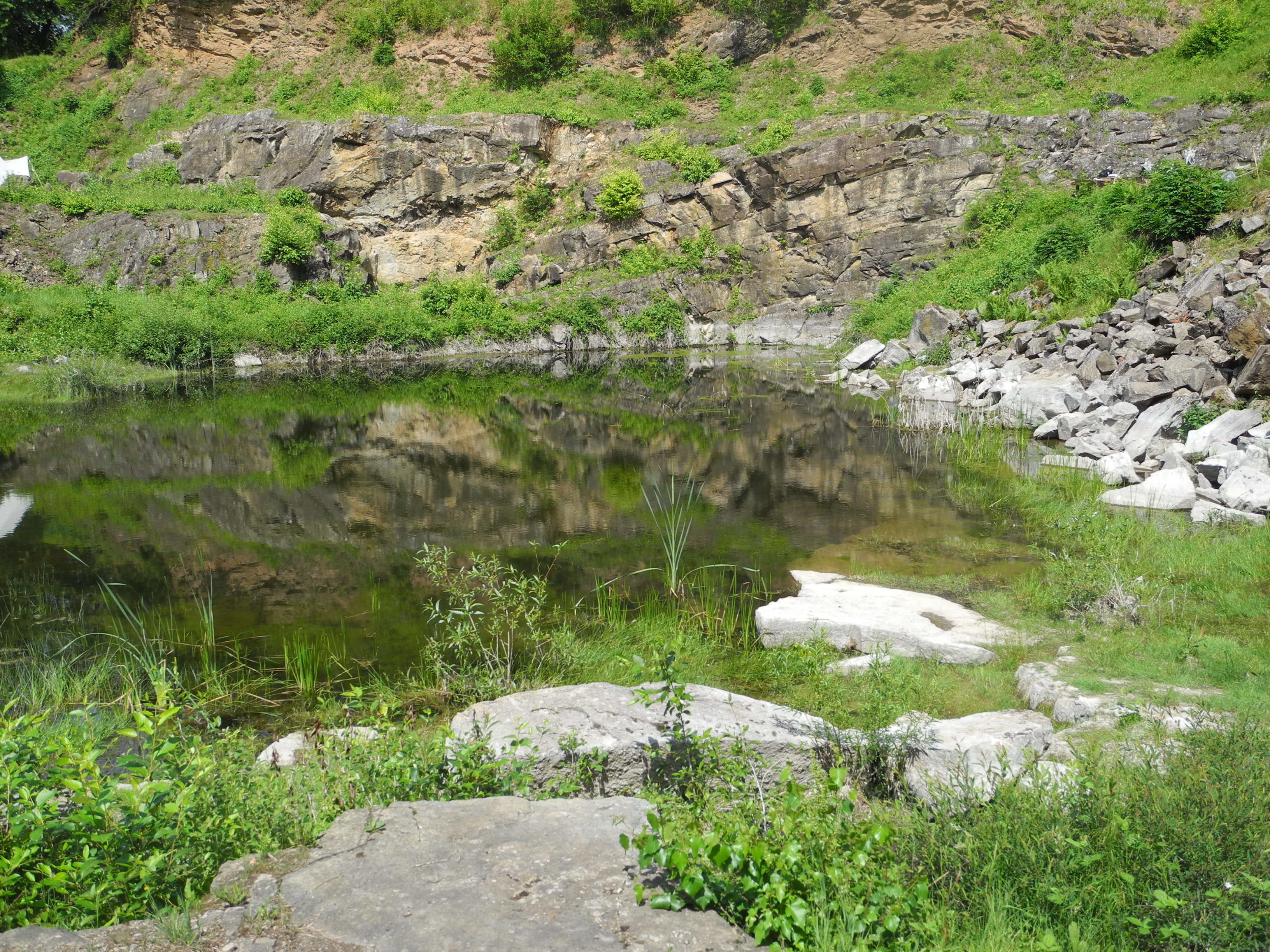
Steinbruch Cornberg im Jahr 2018

Cornberger Sandstein ist fein- bis grobsandig und teilweise kieselig gebunden. Seine Bindung ist tonig-ferritisch und schwach karbonatisch. Die Farbe wechselt von milchig-weiß über gelblich-braun bis grau. Die Hauptmineralbestandteile sind Quarz mit 60 Prozent, Gesteinsbruchstücke mit 25 Prozent und Feldspat mit 15 Prozent. Er ist mäßig verwitterungsbeständig. Der Sandstein ist durch Gänge ausgefällter Eisenoxide teilweise dunkel gemustert.
Dieser Sandstein zählt zu den wenigen Sandsteinen, die polierfähig sind. Er eignet sich als Massivstein für Mauerwerke, Bodenplatten, Gesimse, Grabmale sowie als Schleifstein. Er wurde an vielen Gebäuden Cornbergs und an der Friedhofskapelle und auf dem Friedhof von Schenklengsfeld als Grabstein verwendet. Das Kloster Cornberg wurde in den Jahren 1292–1296 mit Cornberger Sandstein erbaut.
Das Vorkommen des Cornberger Sandstein hat eine Mächtigkeit von bis zu 20 Meter. Nahezu 700 Jahre wurde er abgebaut. Erst 1995 wurde der Abbau beendet.

## „Saurier“fährten
Der Cornberger Sandstein ist berühmt geworden durch seine Fährtenplatten. Die erste wurde bereits 1928 entdeckt und in die Universität Göttingen verbracht, wo sie heute noch aufbewahrt wird. Neuere Funde gelangen erst 1951 durch den Regierungsbaurat Arthur Milde, der Forscher am Kasseler Naturkundemuseum darauf aufmerksam machte. Milde baute eine umfangreiche Sammlung auf, die später ebenfalls ins Kasseler Ottoneum gelangte. Andere Stücke überließ er dem Kreisheimatmuseum in Rotenburg an der Fulda. Andere werden heute vor Ort im Sandsteinmuseum Kloster Cornberg ausgestellt. Das damals bekannte Material wurde von Hermann Schmidt vom Geologisch-Paläontologischen Institut der Universität Göttingen wissenschaftlich bearbeitet. Die erhaltenen Fährten sind recht scharf begrenzt als Abdrücke im Sandstein überliefert, teilweise mehrere nebeneinander. Einige erreichen Längen von mehreren Metern.
Da in Cornberg nur Fährten, aber keine Spurerzeuger gefunden wurden, ist die Zuordnung zu diesen immer spekulativ. Aus der Anordnung, Größe und Entfernung der Abdrücke kann aber recht gut auf den Körperbau des Spurerzeugers rückgeschlossen werden. Als Erzeuger der Cornberger Fährten gelten unbekannte Vertreter der Diadectomorpha, der Protorosauria und Pelycosauria. Diese gehören zu den Amnioten, wobei die Protorosauria eher in die Stammgruppe der Vögel und Reptilien (Archosauria), die Pelycosauria in diejenige der Synapsiden gestellt werden, aus denen später (in der Trias) die Säugetiere hervorgingen. Eine Harpagichnus genannte Fährte mit kräftigen Krallenabdrücken könnte möglicherweise zur aus der Fossillagerstätte Korbacher Spalte mit Skelettfunden nachgewiesenen Gattung Procynosuchus gehören. Bereits Schmidt fiel die Ähnlichkeit vieler Fährten zu denjenigen des Coconino Sandstone in den westlichen USA auf, ebenso wie der Cornberger Sandstein ein äolisches Sediment des Perm mit ganz ähnlicher Zeitstellung. Auch die etwas älteren Funde aus Bromacker nahe Tambach-Dietharz im Thüringer Wald zeigen Ähnlichkeiten.